# Imperiali
A fórmula Imperiali é utilizada para calcular o número mínimo (ou cota) de votos requeridos para obter um assento parlamentar em alguns países que utilizam os sistema eleitoral de representação proporcional do tipo voto único transferível ou método do maior restante. O Equador é um dos poucos países que utilizam este sistema.
A fórmula matemática do Imperiali é 
{\displaystyle {\frac {{\mbox{total de}}\;{\mbox{votos}}}{{\mbox{total de}}\;{\mbox{assentos}}+2}}.}
Geralmente, seu efeito é mais favorável aos partidos maiores que os obtidos com os sistemas de Droop ou Hare. Produz cotas menores, o que gera o risco de que haja mais candidatos eleitos com cotas completas do que assentos. Em uma eleição entre duas listas, ou em uma eleição de voto único transferível na qual se transferem todos os votos, é inevitável que seja eleito um número incorreto de candidatos, o que requer um ajuste posterior. Esta falha faz com que o sistema não seja usado sozinho.